# Феи: Загадка пиратского острова
«Феи: Загадка пиратского острова» (англ. The Pirate Fairy, дословно — «Фея-пират») — полнометражный компьютерный анимационный фильм снятый компанией «DisneyToon Studios» в 2014 году.

## Сюжет
Уже на протяжении четырёх частей «Фей Диснея» главной героиней являлась фея Динь-Динь, вокруг которой происходило много необычных историй, виной чему часто и была она сама. И вот эта новая пятая часть повествует о новой фее.
Фея Зарина является одной из хранительниц пыльцы. Не очень, наверное, интересная работа. Но эта фея отличается от всех остальных своих собратьев по пыльце тягой к познанию чего-то нового и необычного, к тому, что ещё никто не узнал. Она является такой же любознательной как и Динь-Динь, и, конечно же, этот интерес приводит к новым приключениям.
Фея Зарина оставляет жёлтую пыльцу, выдаваемую ей для полёта, и проводит свои необычные опыты. Но все её опыты были тщетны, до тех пор пока она не нашла маленькую пылинку голубой пыльцы. При помощи этих двух видов пыльцы и других ингредиентов ей удаётся создать оранжевую пыльцу, при помощи которой можно управлять светом, не являясь феей света, а также пурпурную, дающую способность феи быстрого полёта. Этими опытами она с удовольствием делится с Динь-Динь, но очередной опыт привел к несчастью. Нечаянно Зарина спотыкается и высыпает огромную порцию розовой пыльцы на цветок, который разрастается настолько, что разрушает часть поселения хранителей пыльцы, включая само хранилище. Из-за причиненного вреда и поскольку опыты над пыльцой запрещены, Зарина исключается из хранителей пыльцы и, обиженная, улетает из Долины фей.
Спустя год Зарина возвращается в пиратском костюме на праздник-шоу в Долине фей. При помощи магической пыльцы она выращивает огромные маки, которые усыпляют всех, за исключением Динь-Динь и её подруг, которым удаётся скрыться, и Клэнка, который уходил в туалет. Зарина крадёт сосуд, содержащий все запасы голубой пыльцы, без которых долина не проживёт. Динь-Динь с подругами оставляют Клэнка приглядеть за уснувшими феями, а сами летят за Зариной. Догнав её, отнимают украденную пыльцу, однако при помощи своей волшебной пыльцы она побеждает их.
Когда феи очнулись, они обнаруживают, что Зарина, кинув в них пыльцой всех цветов, поменяла их способностями: мастерица Динь-Динь становится феей воды, фея быстрого полёта Видия — мастерицей (что ей приходится весьма не по душе), фея воды Серебрянка — феей быстрого полёта, фея цветов Розетта — феей животных, фея света Иридесса — феей цветов, а фея животных Фауна — феей света. Теперь им приходится учиться новым способностям.
Феи догоняют корабль пиратов и пытаются незаметно украсть пыльцу, что у них не получается. Когда они приплывают на остров в форме черепа, феи узнают, что Зарина вырастила своё древо пыльцы. Благодаря ему создаст огромное количество пыльцы и поднимет пиратский корабль в небо. Когда это удаётся, фея Зарина узнаёт, что пираты её использовали. Её в корпусе фонаря бросают в море, но, к счастью, феям удаётся её спасти. После этого Зарина извиняется за всё, и феи летят за кораблём, чтобы помешать пиратам, что им удаётся.
После того как пираты были повержены, Зарина хочет улететь, но Динь-Динь говорит, что они сражались не только за пыльцу, после чего Зарина бросается в объятия подруг. Они прилетают на корабле в долину фей, пробуждая всех ото сна. Феи показывают Зарину, возвращению которой все феи долины очень рады, и рассказывают о её новых открытиях в пыльце и о волшебном дереве. И, конечно же, новая подруга возвращает феям их врожденные способности.

## Роли озвучивали
- Мэй Уитман — Динь-Динь
- Кристина Хендрикс — Зарина
- Том Хиддлстон — Джеймс Крюк
- Меган Хилти — Розетта
- Люси Лью — Серебрянка
- Рэйвен-Симоне — Иридесса
- Анджела Бартис — Фауна
- Памела Эдлон — Видия
- Анжелика Хьюстон — королева Клэрион

## Приквелы
- Феи (2008)
- Феи: Потерянное сокровище (2009)
- Феи: Волшебное спасение (2010)
- Турнир Долины Фей (2011)
- Феи: Тайна зимнего леса (2012)